# Российско-иранское культурно-языковое взаимодействие
У российско-иранских культурных связей очень давняя история, и отношения продолжают достаточно успешно развиваться и сегодня.

## Развитие российско-иранских культурно-языковых отношений в России
Ещё с начала XIX в. в русских университетах берет начало систематическое изучение иранских языков, включая персидский. Тогда в России начала формироваться иранистика как серьёзная наука. Тем не менее, заинтересованность персидским языком на государственном уровне отмечается уже в начале XVIII в., когда Россией правил Пётр I. Именно тогда желающих изучить фарси отправили в Иран, где они прошли курс обучения, а затем вернулись и стали заниматься переводом с персидского, поскольку российско-иранские отношения уже тогда были достаточно активными. В начале XIX в. восточные языки, включая персидский, стали неотъемлемой частью программы ведущих русских университетов и остаются таковой до сих пор.
После образования СССР изучение персидского языка и литературы приобрело ещё большие масштабы. Тогда основным центром иранистики становится г. Ленинград. В 1930-50-е гг. там был издан ряд учебников персидского языка. Ученые-иранисты в период существования СССР в основном занимались иранской современностью, в том числе социально-экономическим развитием Ирана, отношениями Ирана и СССР, критикой действий стран Запада для получения влияния на Иран. Огромных результатов достигла в СССР и иранская филология, в том числе изучение древних и современных иранских языков и составление словарей, издание иранских рукописей. С 1930-х гг. складывается традиция проводить международные конференции по иранистике, в основном на территории СССР, а после его распада — в России. Сегодня российская иранистика, в том числе обучение студентов и аспирантов, получает свое развитие в Институте Востоковедения РАН (Москва), Институте восточных рукописей (Санкт-Петербург), в Институте языкознания РАН , в Институте стран Азии и Африки МГУ, в РГГУ и т. д. В Москве существуют также Международный Фонд Иранистики и Общество по культурным связям с Ираном, которые активно проводят работу по взаимодействию российских и иранских ученых.

## Развитие российско-иранских культурно-языковых отношений в Иране
У интеллигенции Ирана издавна был интерес к русской культуре и литературе. В Тегеранском университете начали преподавать русский язык примерно 80 лет назад. Причём, особенно ярко можно видеть увлечение Россией в самые последние десятилетия. На фарси выходят теоретические работы по данной теме, а также растет интерес к русскому языку. Заметное число иранских университетов включило русский язык и русскую литературу в свои программы. В 1940-50-е гг. иранскими переводчиками были осуществлены переводы на фарси русской классической литературы: Чехова, Толстого, Горького. В 2003 г. русский язык был включен в число языков по выбору для иранских школ. В этом плане заслуживает внимания, что языковая политика Ирана хотя и направлена на изгнание западных заимствований, но сохраняет русизмы.
Многие сотрудники Кафедры русского языка и литературы Тегеранского университета прошли обучение на филологическом факультете МГУ. Раньше основной упор в обучении русскому языку иранцев делался на теорию и грамматику, но в настоящее время все больше применяется аудирование, слушание кассет, просмотр фильмов. В последнее время преподаватели Тегеранского университета сами создали свои учебники (до этого использовали русские).